# 잭 아이언스
잭 아이언스(Jack Irons, 1962년 7월 18일 ~ )는 미국의 드러머로, 레드 핫 칠리 페퍼스의 일원으로 활동하기도 하였다.